# Zoom digital

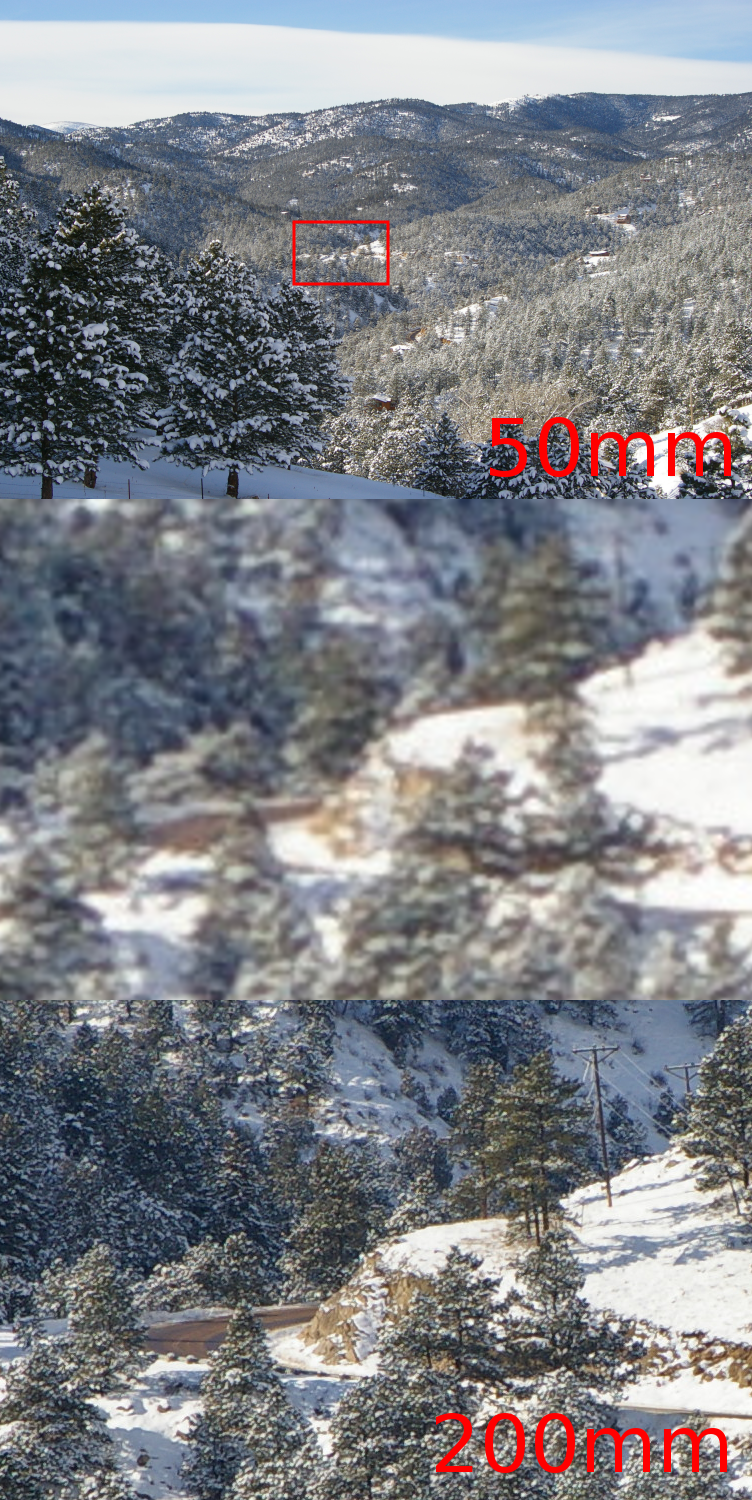
Comparació: en la imatge del centre es va utilitzar zoom digital, mentre que en la imatge de sota es va utilitzar zoom òptic.

El  zoom digital  és un mètode per disminuir de forma aparent l'angle de visió d'una imatge fotogràfica o de vídeo. Aquest tipus de zoom s'aconsegueix electrònicament en retallar una imatge amb el mateix radi d'aspecte que l'original i, sovint, interpolant el resultat. No cal fer ajustos en l'objectiu de la càmera, i no es guanya resolució òptica amb aquest procés.
Donat el fet que la interpolació afecta la disposició original dels píxels en la imatge, el zoom digital és considerat en molts casos perjudicial per a la qualitat de la imatge. Tot i això, l'efecte d'aquest zoom a vegades és millor que l'obtingut en retallar la imatge manualment i interpolar-la en el procés de postproducció. Això és perquè la càmera pot aplicar la interpolació abans de comprimir la imatge, conservant així els detalls petits que es podrien perdre d'una altra manera. Per a aquelles càmeres que desen els fitxers en format RAW, però, el redimensionament en la postproducció proporciona resultats iguals o superiors als del zoom digital.
Algunes càmeres digitals i la majoria dels telèfons mòbils compten només amb zoom digital, mancant de veritables lents d'acostament. Altres càmeres tenen incorporats objectius zoom, però apliquen el zoom digital quan la seva màxima distància focal ha estat assolida. Les càmeres professionals, en general, no compten amb zoom Algunes càmeres digitals i la majoria dels telèfons mòbils compten només amb zoom digital, mancant de veritables lents d'acostament. Altres càmeres tenen incorporats objectius zoom, però apliquen el zoom digital quan la seva màxima distància focal ha estat assolida. Les càmeres professionals, en general, no compten amb zoom digital.